# Comuna Odăile, Buzău
Odăile este o comună în județul Buzău, Muntenia, România, formată din satele Capu Satului, Corneanu, Gorâni, Lacu, Odăile (reședința), Piatra Albă, Posobești, Scoroșești, Valea Fântânei și Valea Ștefanului.

## Așezare
Comuna se află în zona înaltă a Subcarpaților de Curbură, satele fiind risipite pe dealurile dintre valea râului Bălăneasa și cea a Sărățelului. Drumuri comunale o leagă de comuna Bozioru.

## Demografie
Componența etnică a comunei Odăile
     Români (92,47%)
     Alte etnii (0%)
     Necunoscută (7,53%)
Componența confesională a comunei Odăile
     Ortodocși (92,47%)
     Alte religii (0%)
     Necunoscută (7,53%)
Conform recensământului efectuat în 2021, populația comunei Odăile se ridică la 651 de locuitori, în scădere față de recensământul anterior din 2011, când fuseseră înregistrați 882 de locuitori. Majoritatea locuitorilor sunt români (92,47%), iar pentru 7,53% nu se cunoaște apartenența etnică. Din punct de vedere confesional, majoritatea locuitorilor sunt ortodocși (92,47%), iar pentru 7,53% nu se cunoaște apartenența confesională.

## Politică și administrație
Comuna Odăile este administrată de un primar și un consiliu local compus din 9 consilieri. Primarul, Tache-Cristache Grama[*], de la Partidul Social Democrat, este în funcție din 2008. Începând cu alegerile locale din 2024, consiliul local are următoarea componență pe partide politice:
|  | Partid                    | Consilieri | Componența Consiliului | Componența Consiliului | Componența Consiliului | Componența Consiliului | Componența Consiliului | Componența Consiliului | Componența Consiliului |
|  | ------------------------- | ---------- | ---------------------- | ---------------------- | ---------------------- | ---------------------- | ---------------------- | ---------------------- | ---------------------- |
|  | Partidul Social Democrat  | 7          |                        |                        |                        |                        |                        |                        |                        |
|  | Partidul Național Liberal | 2          |                        |                        |                        |                        |                        |                        |                        |

## Istorie
La sfârșitul secolului al XIX-lea, comuna făcea parte din plaiul Pârscov al județului Buzău și era formată din satele Capu Satului, Lacu, Odăile, Papuci, Piatra Albă, Scorușești și Valea Fântânei, având în total 1240 de locuitori. În comună funcționau 3 biserici, la Odăile, Capu Satului și Valea Fântânei. Satele Corneanu, Gorâni, Posobești și Valea Ștefanului făceau pe atunci parte din comuna Bozioru. Dintre acestea, în 1925, Gorâni și Posobești fuseseră deja transferate comunei Odăile, care făcea parte din aceeași plasă și avea 1172 de locuitori. Componența actuală a căpătat-o în 1931, când i s-au transferat și satele Gorâni și Valea Ștefanului.
În 1950, comuna Odăile a devenit parte din raionul Cislău al regiunii Buzău și apoi (după 1952) al regiunii Ploiești. În 1968, comuna fost rearondată județului Buzău, reînființat, satul Dulcești fiind atunci desființat și inclus în Posobești.

## Monumente istorice
Singurul obiectiv din comuna Odăile inclus pe lista monumentelor istorice din județul Buzău ca monument de interes local este biserica de lemn „Sfântul Gheorghe” din punctul „La Mănăstire” din satul Odăile. Ea este clasificată ca monument de arhitectură și datează din anul 1826.